# Шенандоа-Гайтс (Пенсільванія)
Шенандоа-Гайтс (англ. Shenandoah Heights) — переписна місцевість (CDP) в США, в окрузі Скайлкілл штату Пенсільванія. Населення — 1222 особи (2020).

## Географія
Шенандоа-Гайтс розташована за координатами 40°50′3″ пн. ш. 76°12′11″ зх. д. / 40.83417° пн. ш. 76.20306° зх. д. (40.834075, -76.203026).  За даними Бюро перепису населення США в 2010 році переписна місцевість мала площу 2,15 км², з яких 2,09 км² — суходіл та 0,06 км² — водойми.

## Демографія
Згідно з переписом 2010 року, у переписній місцевості мешкали 1233 особи в 522 домогосподарствах у складі 352 родин. Густота населення становила 575 осіб/км².  Було 587 помешкань (274/км²).
Расовий склад населення:
| - 96,8 % — білих - 1,0 % — чорних або афроамериканців - 0,1 % — азіатів - 1,4 % — осіб інших рас |

До двох чи більше рас належало 0,8 %. Частка іспаномовних становила 4,1 % від усіх жителів.
За віковим діапазоном населення розподілялося таким чином: 20,2 % — особи молодші 18 років, 62,5 % — особи у віці 18—64 років, 17,3 % — особи у віці 65 років та старші. Медіана віку мешканця становила 45,4 року. На 100 осіб жіночої статі у переписній місцевості припадало 101,1 чоловіків;  на 100 жінок у віці від 18 років та старших — 97,2 чоловіків також старших 18 років.
Середній дохід на одне домашнє господарство  становив 64 067 доларів США (медіана — 65 473), а середній дохід на одну сім'ю — 74 785 доларів (медіана — 78 173). За межею бідності перебувало 8,9 % осіб, у тому числі 13,7 % дітей у віці до 18 років та 4,4 % осіб у віці 65 років та старших.
Цивільне працевлаштоване населення становило 642 особи. Основні галузі зайнятості: освіта, охорона здоров'я та соціальна допомога — 49,2 %, виробництво — 13,6 %, будівництво — 8,4 %, науковці, спеціалісти, менеджери — 8,3 %.